# Чивилёв, Александр Иванович
Александр Иванович Чивилёв (9 (21) ноября 1808, Вытегра, Олонецкая губерния — 16 (28) сентября 1867, Царское Село, Санкт-Петербургская губерния) — историк, статистик и экономист, доктор философии, ординарный профессор Московского университета, директор Московского дворянского института.

## Биография
Происходил из дворян. Родился 9 (21) ноября 1808 года в семье уездного судьи города Вытегра Олонецкой губернии. 
В 1823 году окончил гимназию в Петрозаводске, а в 1828 году кандидатом — философско-юридический факультет Санкт-Петербургского университета, где заинтересовался политической экономией, для дальнейшего изучения которой был направлен в Профессорский институт при Дерптском университете. В Дерпте он защитил диссертацию «О призрении бедных», получив степень магистра философии, и был командирован в Берлинский университет, где слушал лекции ведущих немецких учёных: курс статистики у Гофмана, географии — у Карла Риттера, естественного и государственного права и философии истории — у Эдуарда Ганса, философии — у Мишеле и др.
В июле 1835 года вернулся в Россию и в декабре того же года в  Академии наук прочитал в присутствии министра народного просвещения С. С. Уварова отчётную лекцию о камеральных науках, поле чего был назначен адъюнктом по кафедре политической экономии и статистики историко-филологического отделения философского факультета Московского университета. 
В июне 1837 года защитил диссертацию «О народном доходе» и в августе 1838 года был удостоен степени доктора исторических наук, политической экономии и статистики, а также звания экстраординарного профессора Московского университета; с 1842 года — ординарный профессор. В Московском университете читал курсы «Наука финансов», «Всеобщая статистика» и «Политическая экономия». Политическую экономию делил на две части — теоретическую (изучающую общие законы народного хозяйства и особенности различных отраслей производственной деятельности) и практическую (рассматривающую меры и учреждения, способствующие достижению цели народного хозяйства — удовлетворению нужд населения). К последней части он относил и науку финансов (финансовое право). Задачу всеобщей статистики как науки Чивилёв видел в изображении современной степени развития человечества, по примеру всеобщей истории, которая представляет постепенный ход этого развития. При таком взгляде, курс этой науки не составлял собрания специальных статистик отдельных государств, а охватывал в целости всю Европу.
Наряду со службой в университете Чивилёв занимал должность директора Московского Дворянского института до его закрытия в 1849 году; в 1846 году получил «Монаршее Его Императорского Величества благоволение». После закрытия Дворянского института перешёл на государственную службу в Министерство уделов и переехал в Санкт-Петербург.
Был наставником великих князей Владимира Александровича и Александра Александровича (будущего императора Александра III).
Кроме магистерской и докторской диссертаций, в печати вышла университетская речь Чивилёва «О науке народного хозяйства и её порицателях» (1848), в которой он осуждал теории утопических социалистов А. Сен-Симона и Ш. Фурье, доказывал, что предложения уничтожить частную собственность нереальны, а обобществление приведёт лишь к резкому сокращению производительности труда.
С 17 апреля 1860 года состоял в чине действительного статского советника. Был награждён орденами Св. Владимира 3-й ст. (1858), Св. Станислава 1-й ст. (1862), Св. Анны 1-й ст. (1864).
Погиб 16 (28) сентября 1867 года, сгорев ночью при пожаре запасного дворца в Царском Селе, виной которого, как полагают, был он сам. Однако, имеются сведения, что судебной комиссией его могила на Казанском кладбище была вскрыта, и обнаружено, что он был «задушен и, по нанесении других ран, сожжён»